# Chamaelycus fasciatus
Espèce
Synonymes
- Alopecion fasciatum Günther, 1858
- Lycophidium fasciatum (Günther, 1858)

Chamaelycus fasciatus est une espèce de serpents de la famille des Lamprophiidae. 

## Répartition
Cette espèce se rencontre :
- au Sierra Leone ;
- au Liberia ;
- au Togo ;
- en Côte d'Ivoire ;
- au Ghana ;
- au Nigeria ;
- au Cameroun ;
- au Gabon ;
- en République centrafricaine ;
- en République démocratique du Congo ;
- en République du Congo ;
- en Guinée équatoriale.

Sa présence est incertaine au Bénin.

## Publication originale
- Günther, 1858 : Catalogue of Colubrine Snakes in the Collection of the British Museum, London, p. 1-281 (texte intégral).